# اسنیک کریک (اکلاهما)
اسنیک کریک(به انگلیسی: Snake Creek) شهری در ایالت اکلاهما کشور ایالات متحده آمریکا است که جمعیت آن در سرشماری سال ۲۰۱۰ میلادی، ۲۵۷ نفر بوده‌است.